# آلات (ازبکستان)
آلات (به ازبکی: Olot) یک منطقهٔ مسکونی در ازبکستان است که در شهرستان آلات واقع شده‌است. آلات ۱۱٬۵۰۰ نفر جمعیت دارد.